# Omphaletis destrigata
Omphaletis destrigata là một loài bướm đêm trong họ Noctuidae.